# Jagdflugzeug
Ein Jagdflugzeug ist ein in erster Linie zur Bekämpfung anderer Luftfahrzeuge eingesetztes Kampfflugzeug. Jagdflugzeuge haben meist eine Besatzung von ein oder zwei Mann (Jagdflieger).

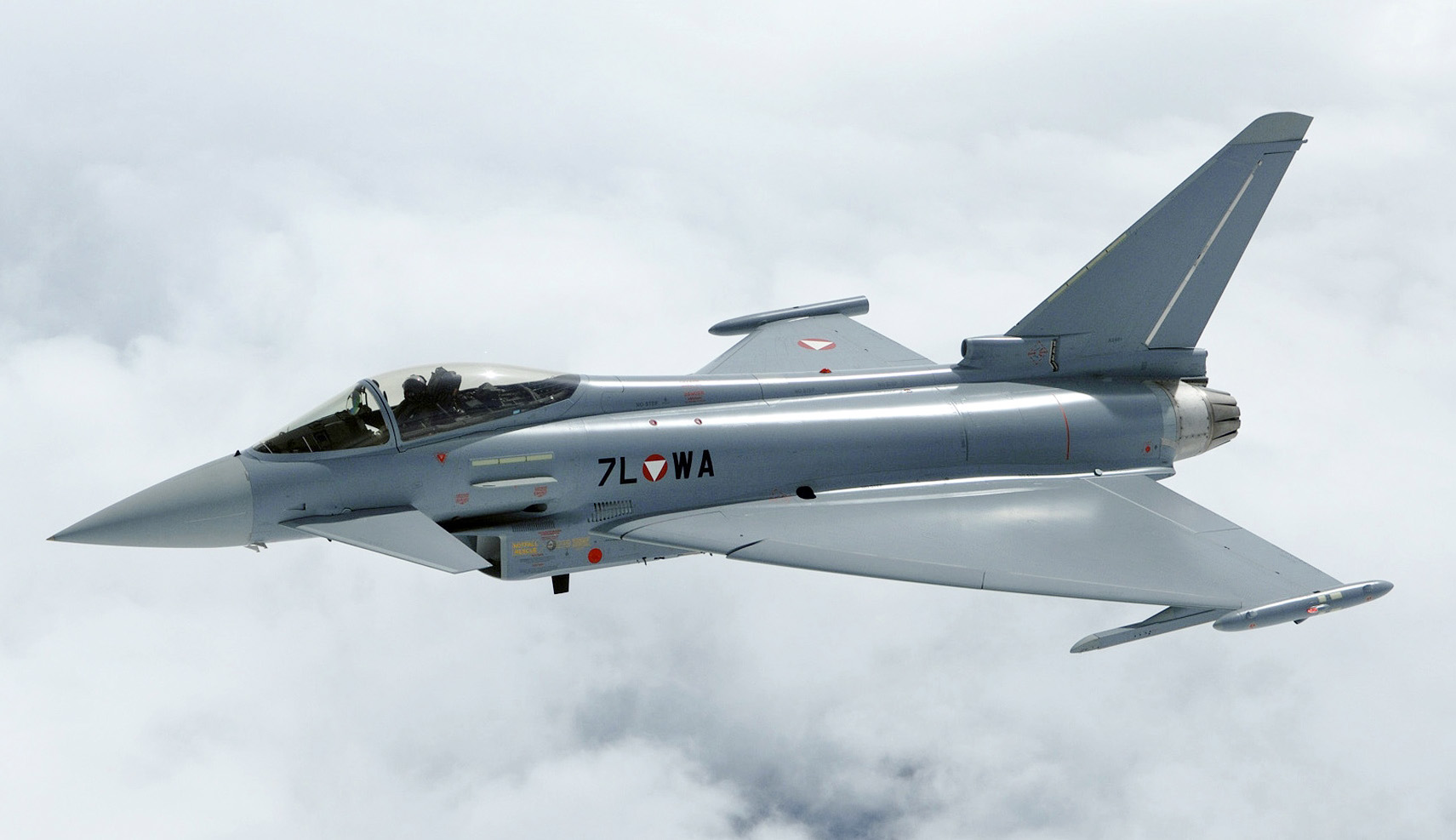
Eurofighter Typhoon der österreichischen Luftstreitkräfte

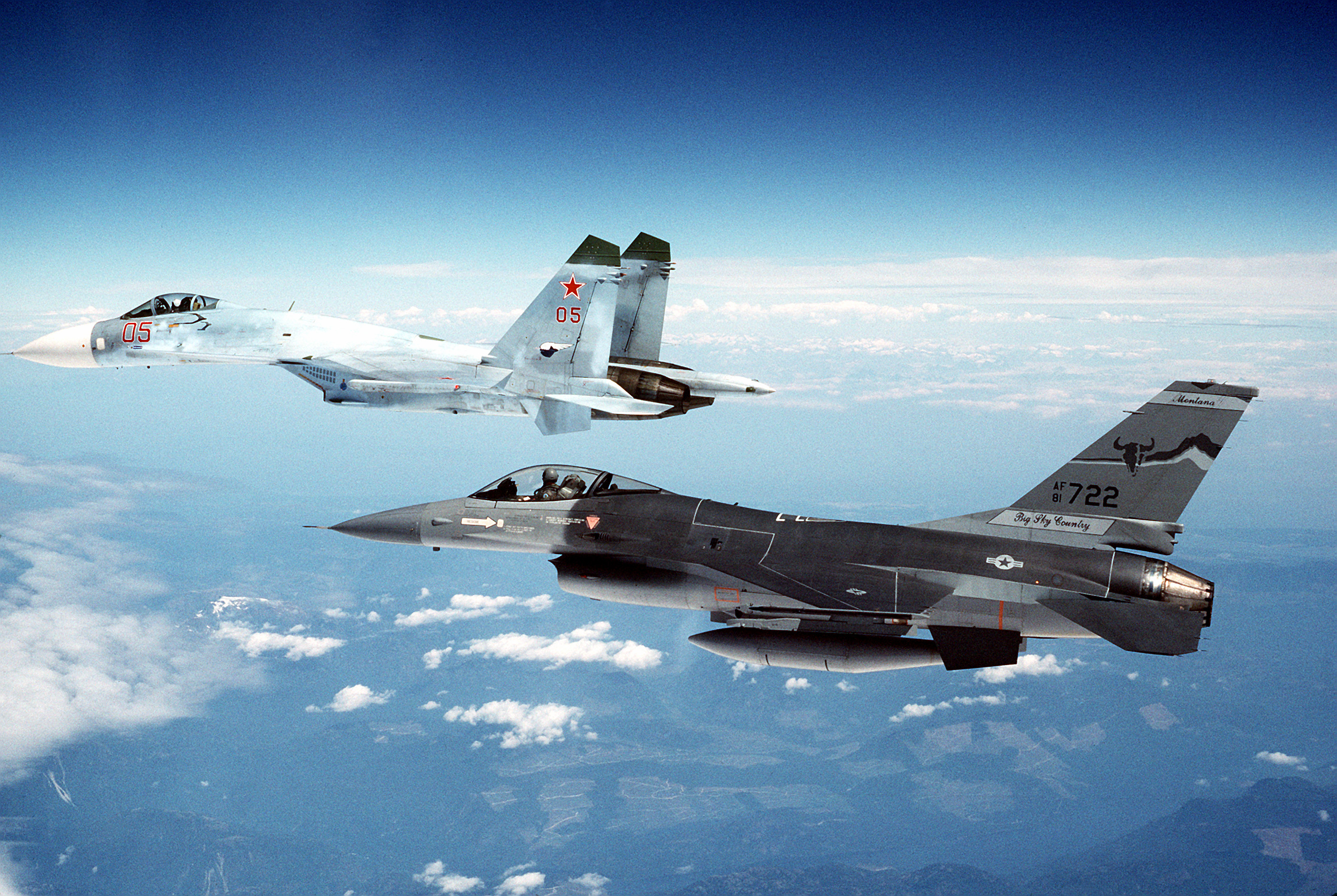
Eine sowjetische Su-27 und eine US-amerikanische F-16A Fighting Falcon im August 1990

## Moderne Typen von Jagdflugzeugen

### Abfangjäger
Ein Abfangjäger ist ein sehr schnelles Jagdflugzeug mit hoher Steigleistung. Seine Aufgabe ist es, eindringende gegnerische Bomber und Aufklärer abzufangen. Wendigkeit spielt bei diesem Typus nicht die Hauptrolle.
Das Konzept des speziellen Abfangjägers gab es im Zweiten Weltkrieg noch nicht. Es wurde erst gegen dessen Ende „notgedrungen“ erdacht und konnte die Kampfhandlungen nicht mehr entscheidend prägen, wohl aber die Entwicklungen der folgenden Jahrzehnte. Bis dahin bewegten sich der die Bomber begleitende Jagdschutz und die angreifenden Abfangjäger auf technisch vergleichbarem Niveau, was regelmäßig zu „ausgeglichenen“ Luftkämpfen unter den Jägern führte und kaum Verzicht auf Wendigkeit zugunsten der Abfangwirkung gegenüber den Bombern erlaubte. Ein extremer Vertreter der ersten reinen Abfangjäger war die Messerschmitt Me 163, die durch ihr Raketentriebwerk eine außergewöhnliche Steigleistung hatte. Ihre Reichweite war allerdings relativ gering und ihre Bewaffnung nur für einen schnellen Abschuss ausgelegt, nicht jedoch für den Kampf Jäger gegen Jäger. Mit der Messerschmitt Me 262 kam ein weiteres neuartiges Flugzeug zum Einsatz, das dank Strahltriebwerken ebenfalls sehr schnell und hinsichtlich Reichweite und Bewaffnung besser geeignet war, in mehreren Anflügen mehrere Bomber zu bekämpfen. Für die damals meist unvermeidlichen Auseinandersetzungen mit dem feindlichen Jagdschutz war die Me 262 nicht wendig genug. Dies (und einige andere technische Eigenheiten) machte die Entwicklung einer neuen Einsatztaktik notwendig. Ähnliche Vor- und Nachteile wegen seiner eng auf den Abfangzweck ausgelegten Spezialisierung hatte später der Starfighter (Lockheed F-104).
In der späteren Phase des Kalten Krieges wurden in Mitteleuropa eher Kurzstreckenabfangjäger mit extremer Steigleistung, Beschleunigung und den zusätzlichen Fähigkeiten eines Luftüberlegenheitsjägers gefordert, um im Konfliktfall gegnerische Kampfflugzeuge nach dem Überfliegen der Landesgrenze nach Möglichkeit noch vor dem Erreichen von strategisch wichtigen Gebieten abfangen zu können. Auf dieses Anforderungsprofil hin wurde ab 1986 der EADS Eurofighter Typhoon entwickelt.

### Luftüberlegenheitsjäger
Als Luftüberlegenheitsjäger werden Jäger bezeichnet, deren Einsatz sich im Wesentlichen gegen andere Jagdflugzeuge richtet. Für diesen Jägertyp spielen hohe Geschwindigkeit und eine gewisse Wendigkeit eine große Rolle. Sie sollen in der Lage sein, die Luftüberlegenheit zu erkämpfen, wenn erforderlich tief in feindlichem Territorium. Die dafür nötige Reichweite wird heute oft durch Luftbetankung oder durch abwerfbare Zusatztanks erreicht. Einige Luftüberlegenheitsjäger sind gleichzeitig Abfangjäger.
Beispiele: North American P-51 Mustang, McDonnell Douglas F-15, Grumman F-14, Lockheed Martin F-22, Suchoi Su-35, Suchoi Su-57, Eurofighter Typhoon.

### Jagdbomber
Fast alle modernen Jagdflugzeuge lassen sich durch Anbringung von Bombenschlössern als Jagdbomber einsetzen. Häufig wurden Flugzeuge, die als Jagdflugzeug nicht mehr die geforderte Leistung brachten, als Jagdbomber eingesetzt, so Hawker Typhoon, Bell P-39 und Messerschmitt Bf 110. Auch wurden viele auf Flugzeugträgern stationierte Jagdflugzeuge von vornherein als Jagdbomber ausgelegt. Das ermöglichte es, viele Aufgaben abzudecken, ohne dabei zu viele verschiedene Flugzeuge auf dem begrenzten Raum eines Flugzeugträgers unterbringen zu müssen.

Auf deutscher Seite wurde im Zweiten Weltkrieg zwischen Jagdbombern (Jabos) und Schlachtflugzeugen unterschieden. Während die Jabos zur Zerstörung einzelner (auch unbewaffneter) Ziele mittels Bomben eingesetzt wurden, griffen Schlachtflugzeuge auch mit MGs/Kanonen zur Unterstützung der eigenen Bodentruppen in Gefechte ein. Auch in der Sowjetunion wurden Flugzeuge speziell zu diesem Zweck konstruiert (Iljuschin Il-2).
Andere Beispiele für Jagdbomber sind F-4 Phantom, Panavia Tornado, Suchoi Su-24 oder SEPECAT Jaguar.

### Trägergestütztes Jagdflugzeug

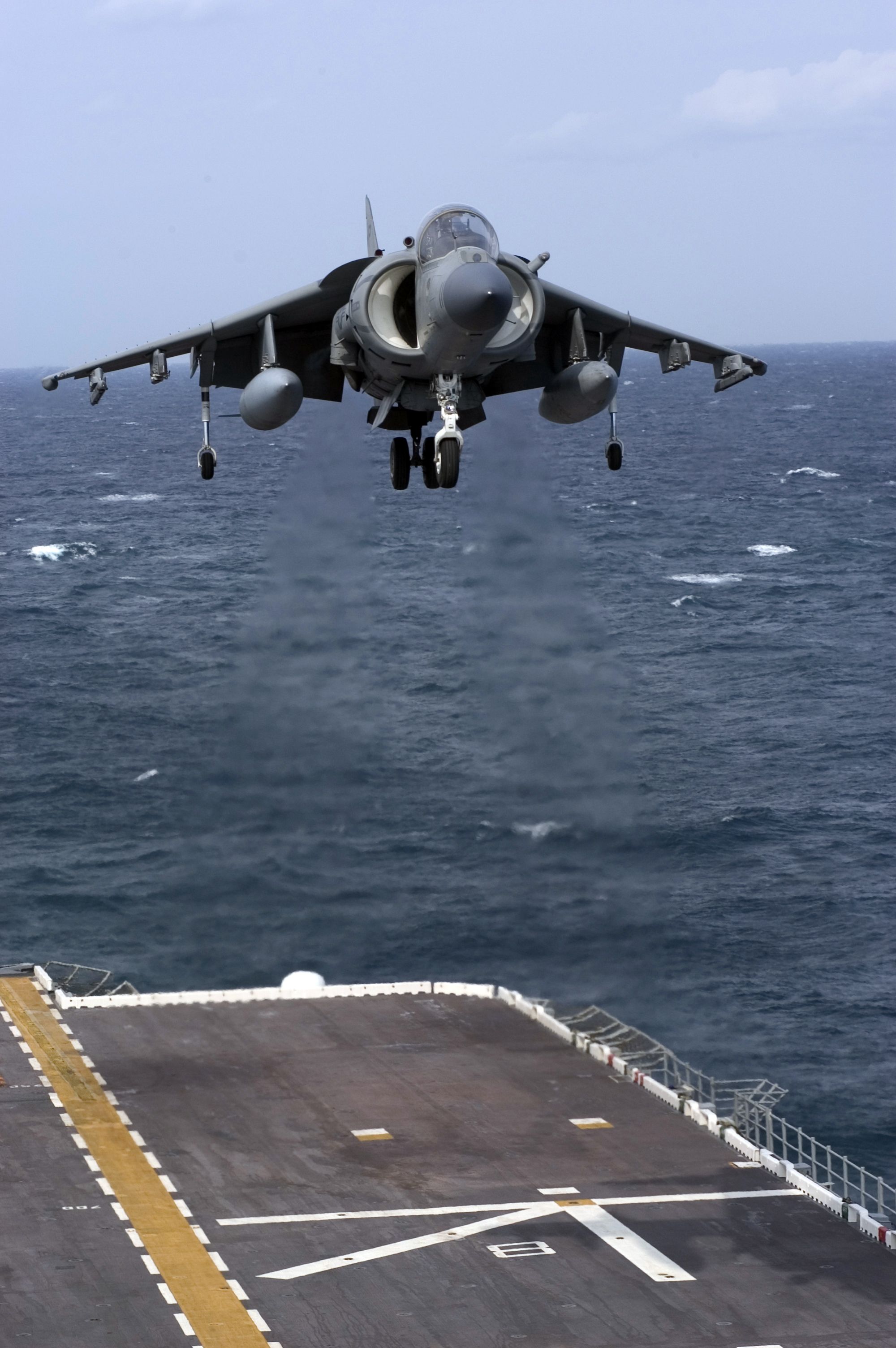
Ein AV-8B Harrier II+ der US-Marines beim Landen auf einem Hubschrauberträger

Diese Jagdflugzeuge sind speziell für den Einsatz auf Flugzeugträgern ausgelegt. Besondere Konstruktionsmerkmale umfassen: verstärktes Fahrwerk, um die harten Landestöße abzufangen; einen Fanghaken, um sich in das quer über die verkürzte Landebahn gespannte Landeseil einzuhaken; (oft) Klappflügel, da der Raum in einem Flugzeugträgerhangar beschränkt ist. Große Reichweite ist für ein Flugzeug mit beschränkter Landeplatzauswahl ebenfalls von Vorteil. Die Briten waren in den 1930ern und Anfang der 1940er der Ansicht, dass ein zweites Besatzungsmitglied als Navigator für den Einsatz auf See unabdingbar ist (Fairey Fulmar, Fairey Firefly). Mit der Weiterentwicklung der Funk- und Peilgeräte konnte der Pilot allein nach Hause finden. Seit der Entwicklung von Senkrechtstartern gibt es bei den Briten spezielle, kleinere Träger für Jagdflugzeuge wie die Hawker Siddeley Harrier.
Typische moderne Jagdflugzeuge der USN (United States Navy) sind die Grumman F-14 Tomcat, die seit Herbst 2006 ausgemustert ist, sowie die F/A-18 Hornet, respektive Su-27K (Su-33) und Jak-38 für die russische Marine.

### Mehrzweckkampfflugzeug
Ein Mehrzweckkampfflugzeug kann aufgrund seiner Bewaffnung, Ausrüstung und Ausstattung mehrere Aufgaben erfüllen.

## Historische Jagdflugzeugtypen

### Allwetterjäger
Im Zweiten Weltkrieg wurden konventionelle Jagdeinsitzer durch eine verbesserte Avionik-Ausrüstung (Fluginstrumente, Funknavigation, Autopilot) zu Allwetterjägern. Nach dem Zweiten Weltkrieg wurden Allwetterjäger mit Radar ausgerüstet, so dass diese Flugzeugklasse mit der der ebenfalls radarbestückten Nachtjäger verschmolz. Solange es noch reine Tagjäger gab, bezeichnete der Begriff mit verbesserter Avionik und Bewaffnung für den Schlechtwettereinsatz nachgerüstete Tagjäger. Da heute jedes Jagdflugzeug über die für Schlechtwetter- und Nachtjagd erforderliche Avionik verfügt, ist die Bezeichnung Allwetterjäger veraltet.

### Nachtjäger

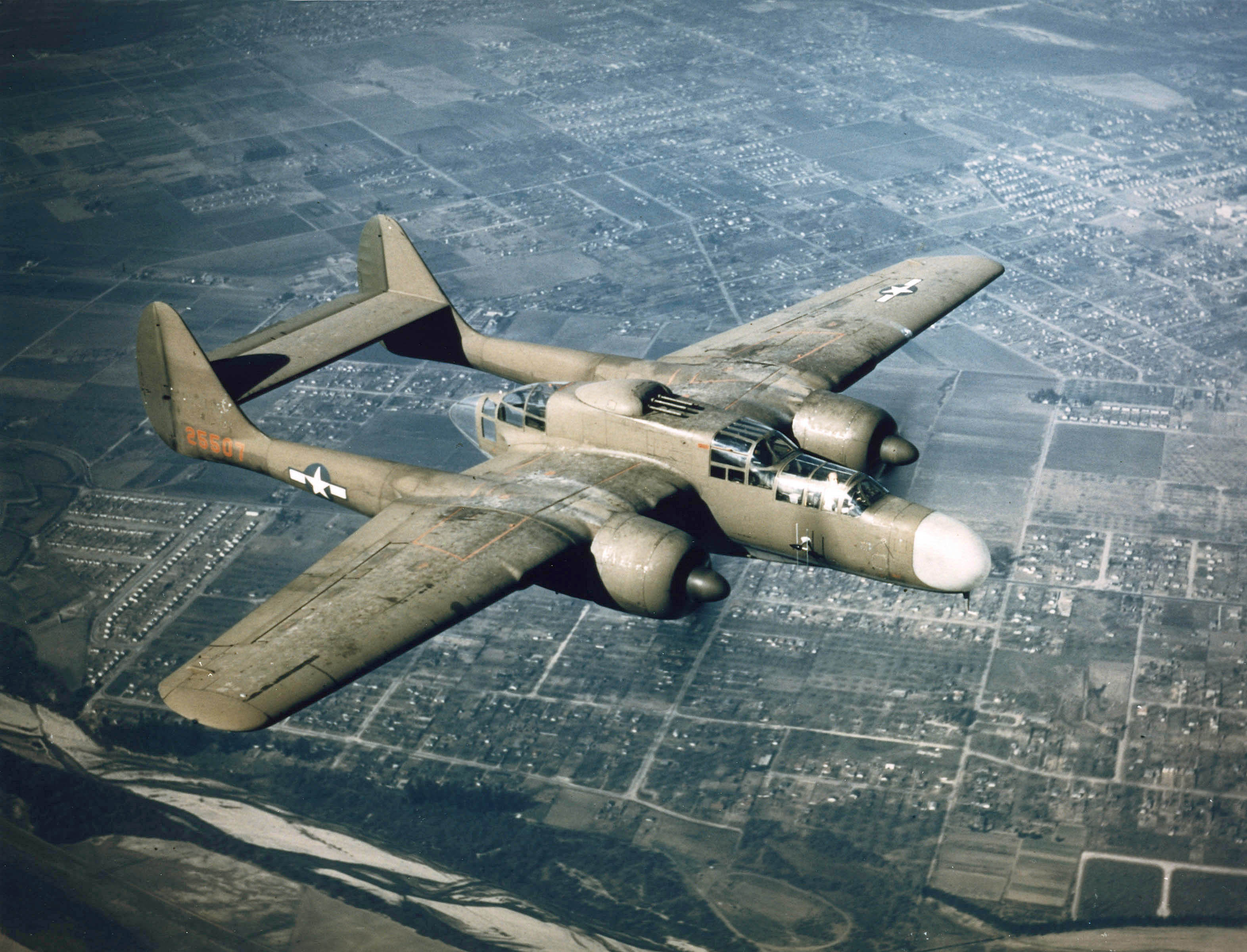
P-61A-1 Black Widow

Die Deutschen versuchten im Zweiten Weltkrieg zunächst mithilfe ihrer Bodenradarstationen, konventionelle Jäger wie die Messerschmitt Bf 109 an die nächtlichen britischen Bomberströme heranzuführen und diese dann auf Sicht zu bekämpfen. Dies war nur mäßig erfolgreich – es gab mehr Flugunfälle als Kampfverluste. Die ersten Bordradargeräte (zum Beispiel das Lichtenstein B/C) und die benötigten Antennen waren groß und benötigten ein eigenes Besatzungsmitglied für die Bedienung. Deshalb waren die ersten mit Radar ausgestatteten Nachtjäger meistens zweimotorige Maschinen mit mindestens zwei Mann Besatzung. Diese Maschinen verfügten normalerweise über die nötige größere Reichweite. Zuerst wurden Modifikationen an vorhandenen Baumustern vorgenommen (Bristol Beaufighter, De Havilland D.H.98 Mosquito, Messerschmitt Bf 110, Junkers Ju 88, Kawasaki Ki-45); die Änderungen umfassten normalerweise den Einbau eines Bordradargerätes, Flammendämpfer (als Blendschutz für die Besatzung und als Sichtschutz gegenüber feindlichen Flugzeugen) für die Triebwerke, und meistens eine modifizierte Bewaffnung. Gegen Ende des Krieges wurden speziell konstruierte Flugzeuge eingesetzt (Heinkel He 219, Northrop P-61).
Mit der Weiterentwicklung des Radars verschwamm die Grenze zwischen „normalen“ und Nachtjägern, da fast jedes Kampfflugzeug inzwischen in der Lage war, nachts oder bei schlechtem Wetter zu fliegen und zu kämpfen.

### Begleitjäger

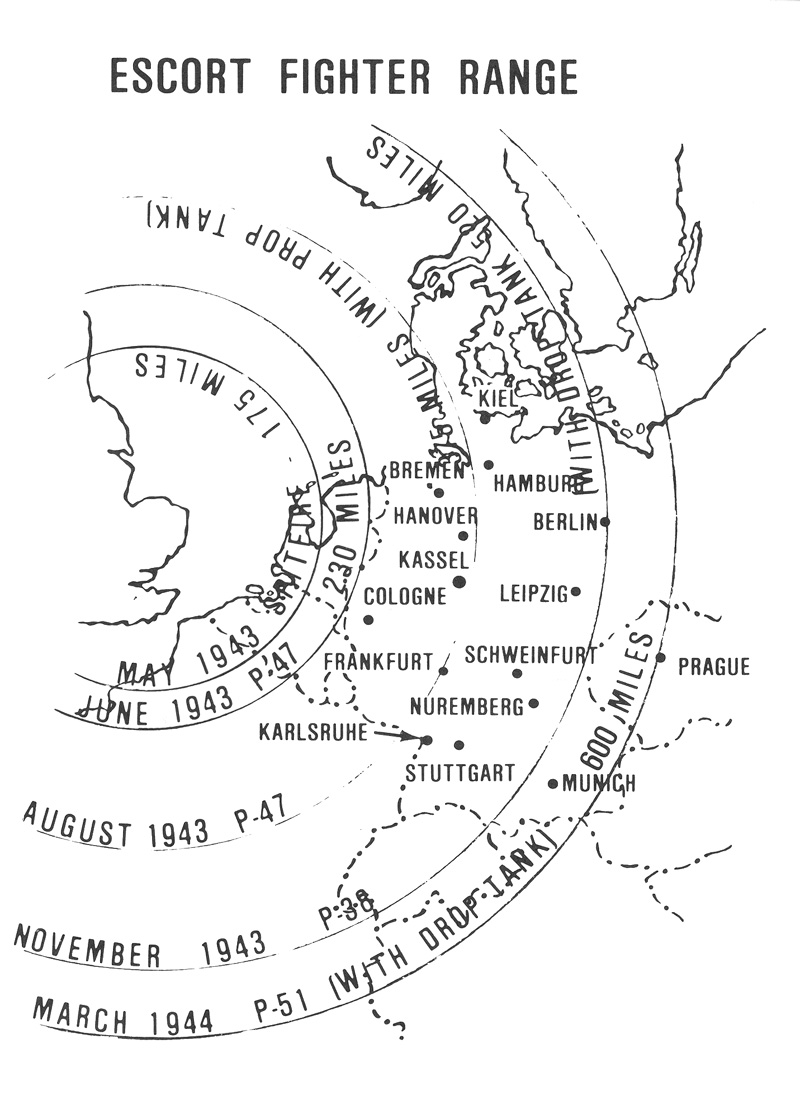
Schematische Darstellung des Reichweitenproblems für die Bomberoffensive aus dem Vereinigten Königreich

Begleitjäger wurden vor allem im Zweiten Weltkrieg eingesetzt. Die Bomber benötigten auf ihren Einsätzen Begleitmaschinen, die in der Lage waren, sie auf der gesamten Strecke vor gegnerischen Jägern zu schützen. Die damaligen Standardmodelle (Messerschmitt Bf 109, Focke-Wulf Fw 190, Supermarine Spitfire, Republic P-47) hatten eine normale Reichweite von weniger als 1.000 km. Die Einführung von Abwurftanks brachte schon eine beträchtliche Verbesserung. Aber erst Typen wie Lockheed P-38 und P-51 Mustang waren in der Lage, effektiven Jagdschutz zu bieten.
In den 1930er Jahren wurden in der Sowjetunion (Projekt Sweno) und in den 1950ern in den Vereinigten Staaten (Parasite Fighter) Versuche unternommen, Begleitjäger „an Bord“ mitzuführen. Die Probleme beim Wiederandocken ließen sich jedoch kaum lösen.

### Zerstörer
Die Flugzeuggattung Zerstörer wurde von der deutschen und niederländischen Luftwaffe vor dem Zweiten Weltkrieg geschaffen und umfasste schnelle, zweimotorige Mehrzweckflugzeuge mit besonderer Eignung zum Jäger. Die Zerstörer zeichneten sich durch große Reichweite und hohe Feuerkraft aus und waren daher zum Langstreckenbegleitjäger und zum Abfangjäger gegen feindliche Bomber geeignet. In der Praxis waren die eingesetzten Zerstörertypen aufgrund ihres relativ hohen Gewichtes leistungsmäßig modernen einmotorigen Jagdflugzeugen unterlegen und erlitten schwere Verluste, wenn sie gegen solche Typen eingesetzt wurden. Gegen feindliche Bomber bewährten sich die Zerstörer, bis Langstreckenbegleitjäger im späteren Kriegsverlauf ihren Einsatz unmöglich machten. Die Zerstörer wurden daraufhin überwiegend als Jagdbomber und Nachtjäger eingesetzt.

## Geschichte

### Erster Weltkrieg

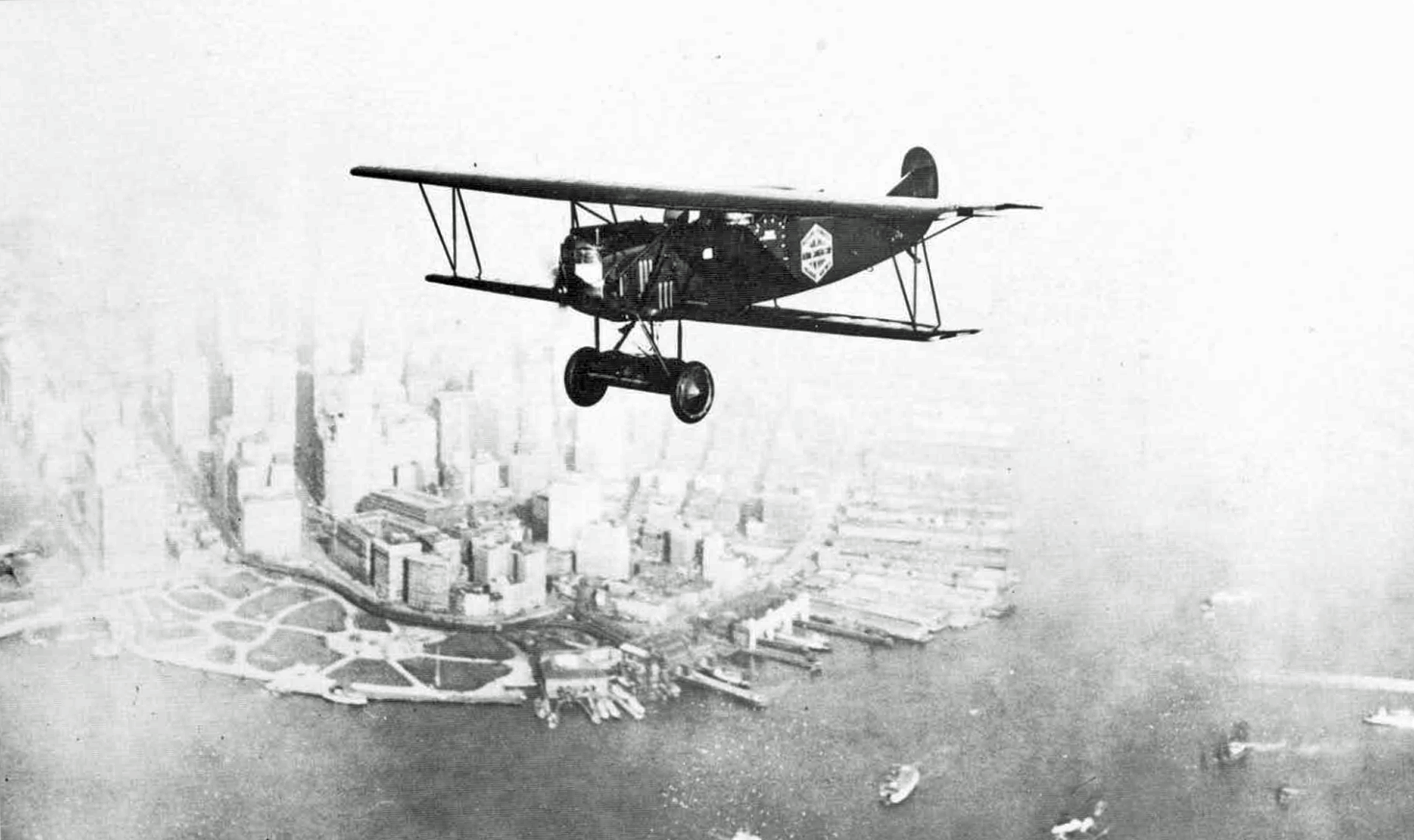
Die Fokker D.VII, ein deutsches Jagdflugzeug aus dem Jahre 1918, das bei den Gegnern im Ersten Weltkrieg gefürchtet war, musste nach Kriegsende an die Sieger ausgeliefert werden. Viele wurden vernichtet, einige dienten dem United States Army Air Service noch viele Jahre lang als Trainingsflugzeuge. Hier 1920 eine D.VII über Lower Manhattan.

Die ersten Jagdflugzeuge wurden im Ersten Weltkrieg eingesetzt. Ihre Aufgabe war es zunächst, gegnerische Aufklärungsflugzeuge abzuwehren.
Die ersten Luftkämpfe der Geschichte wurden improvisiert bestritten: Piloten schossen mit ihren Pistolen aufeinander; warfen Steine oder Handgranaten auf ein nahes gegnerisches Flugzeug oder ähnliches. 
Das erste ausdrücklich zur Bekämpfung von Luftzielen gedachte Flugzeug war ein französischer Eindecker (Morane-Saulnier L), der mit einem durch den Propellerkreis feuernden Maschinengewehr ausgerüstet war. Das Unterbrechergetriebe, das die Beschädigung des eigenen Propellers verhindern sollte, arbeitete so schlecht, dass es außer Funktion gesetzt wurde. Stattdessen schützten stählerne Abweisbleche den Propeller. Mit dieser Maschine zerstörte der französische Pilot Roland Garros mehrere deutsche Flugzeuge (das erste am 1. April 1915).
Als er am 18. April 1915 von Infanteriefeuer abgeschossen wurde und hinter den deutschen Linien notlanden musste, führte das zur Entwicklung eines funktionssicheren Unterbrechergetriebes durch die Firma Anton Fokkers. Der mit Fokkers Unterbrechergetriebe ausgerüstete Fokker E.I wurde zum ersten serienmäßigen Jagdflugzeug der Welt. Dies gilt zumindest für einsitzige Flugzeuge, die starr eingebaute Waffen haben und mit der ganzen Maschine zielen.
Während des Krieges entwickelten sich Steigleistung und Höchstgeschwindigkeit der aktuellen Modelle so rasch, dass die Jäger oft nach wenigen Monaten aus dem Kampfgeschehen abgezogen und nur noch als Trainer verwendet wurden, weil bereits eine neue Leistungsstufe erreicht worden war. Als Beispiel für die kurze Frontverwendungszeit sei auf die Dreidecker Sopwith Triplane und Fokker Dr. I verwiesen, die sehr rasch von der Sopwith Camel bzw. der Fokker D.VII abgelöst wurden. Wenn veraltete Modelle dennoch im Kampf eingesetzt werden mussten, was besonders in Deutschland und Russland aus Materialmangel häufig der Fall war, kam es zu außerordentlich hohen Verlustraten. Das Standardjagdflugzeug am Ende des Ersten Weltkrieges war ein einmotoriger, einsitziger Doppeldecker, mit geschweißtem Stahlrohr-Rumpf, starrem Fahrgestell und mit zwei Maschinengewehren bewaffnet. Die Umlaufmotoren hatten das Ende ihrer Entwicklungsfähigkeit erreicht; wassergekühlte Reihen- und V-Motoren und die neu entwickelten Sternmotoren mit 160 bis 220 PS wurden zum Standard.
Leistungsvergleich von Jagdeinsitzern im Fronteinsatz zum Ende des Ersten Weltkriegs:
| Name                   | Staat                  | Erstflug   | Indienststellung | Motorleistung | max. Geschwindigkeit | Startmasse | Bewaffnung (MG) | Gipfelhöhe | Stückzahl |
| ---------------------- | ---------------------- | ---------- | ---------------- | ------------- | -------------------- | ---------- | --------------- | ---------- | --------- |
| Albatros D.III         | Deutsches Reich        | 1916-08-01 | 1917-01-15       | 170 PS        | 165 km/h             | 886 kg     | 2               | 5.500 m    | 1352      |
| S.E.5a                 | Vereinigtes Königreich | 1916-11-22 | 1917-03-15       | 200 PS        | 222 km/h             | 880 kg     | 2               | 5.185 m    | 5205      |
| Sopwith Camel          | Vereinigtes Königreich | 1916-12-31 | 1917-06-15       | 130 PS        | 185 km/h             | 659 kg     | 2               | 5.791 m    | 5490      |
| Sopwith Dolphin        | Vereinigtes Königreich | 1917-03-23 | 1918-02-15       | 200 PS        | 211 km/h             | 890 kg     | 2               | 6.100 m    | 2072      |
| Albatros D.Va          | Deutsches Reich        | 1917-04-15 | 1917-07-15       | 185 PS        | 187 km/h             | 937 kg     | 2               | 6.250 m    | 2562      |
| Pfalz D.IIIa           | Deutsches Reich        | 1917-04-15 | 1917-08-15       | 180 PS        | 181 km/h             | 834 kg     | 2               | 6.000 m    | 750       |
| SPAD S.XIII            | Frankreich             | 1917-04-30 | 1917-05-31       | 220 PS        | 222 km/h             | 820 kg     | 2               | 6.650 m    | 8472      |
| Nieuport 28            | Frankreich             | 1917-06-14 | 1918-03-15       | 160 PS        | 195 km/h             | 740 kg     | 2               | 5.200 m    | 300       |
| Fokker Dr.I            | Deutsches Reich        | 1917-07-05 | 1917-09-01       | 130 PS        | 160 km/h             | 585 kg     | 2               | 6.500 m    | 420       |
| Sopwith Snipe          | Vereinigtes Königreich | 1917-10-31 | 1918-08-30       | 230 PS        | 195 km/h             | 955 kg     | 2               | 6.100 m    | 497       |
| L.F.G. Roland D.VIa    | Deutsches Reich        | 1917-11-30 | 1918-05-15       | 160 PS        | 190 km/h             | 820 kg     | 2               | 5.500 m    | 353       |
| Siemens-Schuckert D.IV | Deutsches Reich        | 1917-12-31 | 1918-08-15       | 160 PS        | 190 km/h             | 735 kg     | 2               | 8.000 m    | 123       |
| Fokker D.VII           | Deutsches Reich        | 1918-01-24 | 1918-04-15       | 180 PS        | 189 km/h             | 910 kg     | 2               | 6.000 m    | 800       |
| Fokker D.VIIF          | Deutsches Reich        | 1918-01-24 | 1918-04-15       | 226 PS        | 205 km/h             | 910 kg     | 2               | 7.000 m    | 200       |
| Pfalz D.VIII           | Deutsches Reich        | 1918-01-24 | 1918-09-15       | 160 PS        | 190 km/h             | 740 kg     | 2               | 7.500 m    | 120       |
| Pfalz D.XII            | Deutsches Reich        | 1918-03-31 | 1918-07-15       | 160 PS        | 180 km/h             | 902 kg     | 2               | 5.640 m    | 750       |
| Fokker D.VIII          | Deutsches Reich        | 1918-05-31 | 1918-07-31       | 110 PS        | 204 km/h             | 605 kg     | 2               | 6.300 m    | 289       |

### Zwischen den Weltkriegen

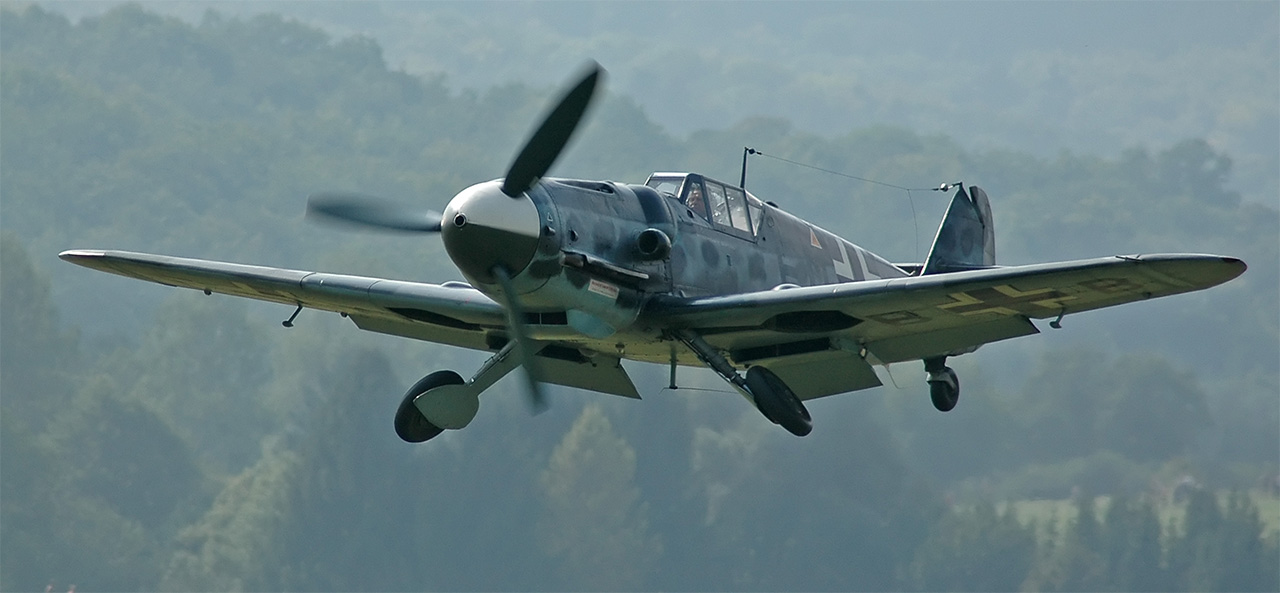
Das mit über 33.000 Exemplaren meistgebaute Jagdflugzeug Bf 109.

Daran änderte sich bis in die 1930er Jahre kaum etwas, lediglich die Motorleistung und die davon abhängigen Leistungswerte wurden kontinuierlich gesteigert. Als ein Höhepunkt dieser Entwicklung konnte die Gloster Gladiator von 1934 gelten: ein einsitziger Doppeldecker mit einem 840 PS starken Sternmotor, starrem Fahrgestell und vier 7,7-mm-Maschinengewehren. Er wurde ebenso wie andere Doppeldeckermodelle, etwa von Fiat und Polikarpow, noch im Zweiten Weltkrieg eingesetzt.
Eine bedeutende Weiterentwicklung war 1932 die Polikarpow I-16, die der erste serienmäßig produzierte Eindecker-Jäger mit einziehbarem Fahrwerk war. Diese Auslegung wurde später für praktisch alle folgenden Jägermodelle übernommen und verbessert, etwa durch Einführung geschlossener Cockpits und stärkere Motorisierung.
Gleichzeitig fand der Übergang zur Ganzmetallbauweise statt. Der erste Eindecker-Ganzmetalljäger, die amerikanische Boeing P-26, hatte ebenfalls im Jahr 1932 ihren Erstflug.
Bei den landgestützten Flugzeugen führte erst die Entwicklung von schnellen Bombern in Eindecker-Auslegung zur Entwicklung von schnellen Eindecker-Jägern, die in der Lage sein sollten, moderne Schnellbomber abzufangen. Die Messerschmitt Bf 109 war ein typisches Jagdflugzeug dieser Generation von Ganzmetalleindeckern. Als „Übungsfeld“ diente vor allem der Spanische Bürgerkrieg (1936–1939).
Eine der wichtigsten Entwicklungen dieser Zeit war die Vervollkommnung der trägergestützten Flugzeuge. Landehaken, stabile Fahrwerke und Fortschritte in der Avionik ließen eine eigene Klasse von Jagdflugzeugen entstehen.

### Zweiter Weltkrieg

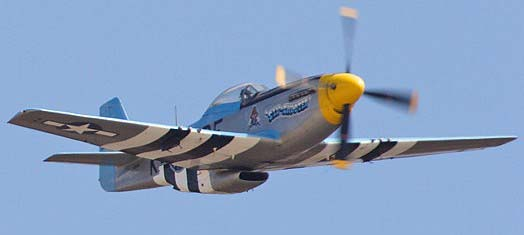
P-51D Mustang während einer Flugschau

Schon zu Beginn des Zweiten Weltkrieges zeichnete sich ab, dass der Kampf um die Luftüberlegenheit von den schnellen, einmotorigen, einsitzigen Jägern neuen Typs entschieden wurde. Bis auf wenige Ausnahmen entsprachen alle erfolgreichen Jagdflugzeuge des Zweiten Weltkriegs dieser Auslegung (siehe auch Luftüberlegenheitsjäger).
Versuche mit Mehrzweckflugzeugen, die noch im Ersten Weltkrieg eine wichtige Rolle gespielt hatten (zum Beispiel der Bristol F.2 Fighter), hatten in Deutschland zur Entwicklung der Zerstörer geführt. Die Messerschmitt Bf 110, die diese Klasse begründet hatte, erwies sich, wie verschiedene andere Mehrzweckflugzeuge des Zweiten Weltkriegs, wegen der in der Auslegung notwendigen Kompromisse als ungeeignet für die geplante Rolle als schwerer Jäger.
Die Entwicklung der ersten brauchbaren Bordradargeräte führte zur Entwicklung spezieller Nachtjäger-Typen. Die schweren Jäger boten dem Bordradar und dem für die Bedienung des Radars erforderlichen zusätzlichen Besatzungsmitglied den nötigen Platz und waren aufgrund ihrer großen Flugdauer gut für die langwierige Abfangjagd bei Nacht geeignet. Neben als Mehrzweckflugzeugen konzipierten Typen wie der Messerschmitt Bf 110 und der Bristol Beaufighter wurden für andere Rollen entwickelte Flugzeuge wie die De Havilland Mosquito (ursprünglich ein Schnellbomber) erfolgreich als Nachtjäger eingesetzt. Auch der sturzflugfähige deutsche Bomber Ju 88 kam in dieser Rolle erfolgreich zum Einsatz.
Während des Zweiten Weltkriegs wurden die Kolbenmotorjäger bis zu ihrem Höhepunkt vervollkommnet: Maschinen mit über 2.000 PS, einer Höchstgeschwindigkeit von über 700 km/h, sehr schwerer Bewaffnung und einer strategischen Reichweite (North American P-51, Chance Vought F4U, Republic P-47, Supermarine Spitfire, Hawker Tempest, Focke-Wulf Fw 190, Messerschmitt Bf 109 K, Jakowlew Jak-9). Alle diese Spitzenmodelle wurden aber von den neuen Strahlflugzeugen (heute z. B. Jet oder Düsenflugzeug genannt) deklassiert.

### Düsenjäger

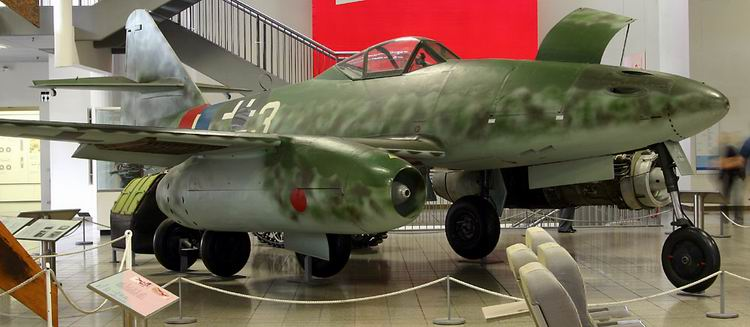
Me 262 A-1 im Deutschen Museum in München

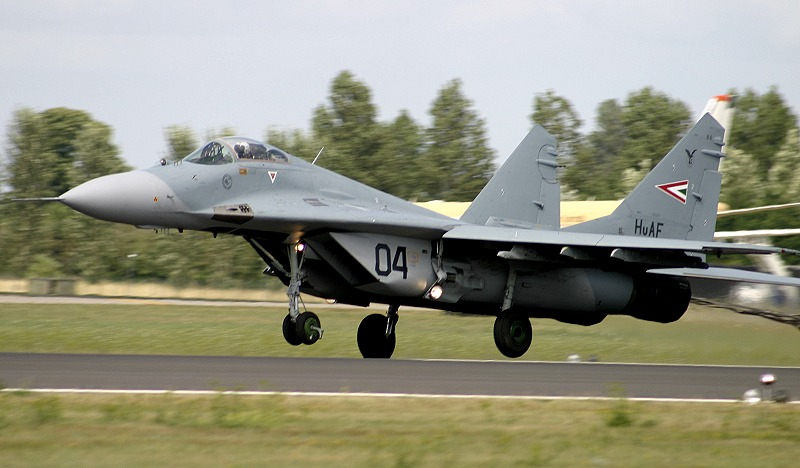
MiG-29 der ungarischen Luftwaffe

Die ersten strahlgetriebenen Jäger gab es bereits im Zweiten Weltkrieg – die Deutschen setzten ab 1944 die zweistrahlige Messerschmitt Me 262 ein, die Briten folgten mit der Gloster Meteor. Doch es war der Korea-Krieg, in dem die Düsenjäger die Herrschaft am Himmel endgültig übernahmen.
In diesem Krieg verdrängten die neuesten, etwa gleichzeitig entwickelten einstrahligen Flugzeuge der Vereinigten Staaten (North American F-86) und der Sowjetunion (MiG-15) nicht nur kolbenmotorgetriebene Kampfflugzeuge, sondern auch die Düsenjäger der ersten Generation – etwa die Lockheed P-80 oder die Republic F-84. Diese konnten sich in Korea nicht gegen die MiG-15 durchsetzen. Der schwerbewaffnete Jäger konnte höher steigen und war schneller als alle Flugzeuge, die die Vereinigten Staaten bis dahin aufbieten konnten. Erst durch den Einsatz der neuen F-86 und die bessere Ausbildung ihrer Piloten vermochten die Amerikaner die Luftüberlegenheit zurückzugewinnen.
Die konstruktive Auslegung der beiden Kontrahenten – Pfeilflügel, im Rumpf eingebautes Triebwerk, schwere Kanonenbewaffnung – war für zahlreiche Flugzeuge der kommenden Jahre beispielhaft (Hawker Hunter, North American F-100, Fiat G.91, Saab Lansen).
Der Begriff Düsenjäger wurde nach 1945 nach und nach durch den Begriff Kampfflugzeug ersetzt. Weitere Entwicklungsgeschichte siehe Kampfflugzeug.